# Leighton Buzzard Light Railway
Le Leighton Buzzard Light Railway (LBLR) est une ligne de train historique et touristique à voie étroite à Leighton Buzzard dans le Bedfordshire en Angleterre. La voie a un écartement de 600 mm, et fait seulement 4,8 km de long. La ligne a été construite après la Première Guerre mondiale pour desservir des carrières de sable au nord de la ville. À la fin des années 1960 les carrières ont passé au transport routier et le train a été repris par des bénévoles, qui exploitent à présent la ligne comme un train historique.

## Histoire

### Extraction de sable
La couche de sable du Crétacé a été exploitée dans le Bedfordshire depuis des siècles à petite échelle. L'exploitation la plus significative a été effectuée autour de Leighton Buzzard. Au XIXe siècle le sable était transporté par des voitures à chevaux depuis les carrières au sud de la ville pour être expédié par la voie ferrée Dunstable-Leighton Buzzard. Les lourds chariots endommageaient les voies et cela suscitait des demandes de compensation à l'encontre des propriétaires de carrière du conseil du comté du Bedfordshire. À la fin du siècle, des locomobiles furent mises en service et endommagèrent encore davantage les routes.
L'éclatement de la Première Guerre mondiale coupa les fournitures en sable de fonderie de Belgique. Le sable était requis par les fabriques de munitions et de nouvelles sources d'alimentation furent recherchées. Les sables de Leighton Buzzard étaient particulièrement propices et la production augmenta. Après 1919, les compagnies des carrières furent informées qu'elles ne pourraient plus utiliser les routes aussi un réseau ferré industriel privé fut proposé pour prendre en charge ce trafic.

### La voie ferrée originale

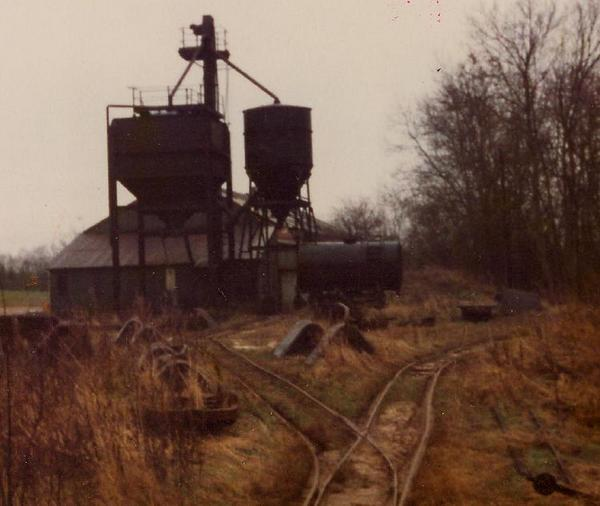
La carrière George Garside en 1980, juste avant la cessation des opérations de transport ferroviaire industriel

Le Leighton Buzzard Light Railway entra en service le jeudi 20 novembre 1919, reliant les carrières de sable (Double Arches à l'extrémité de la ligne) avec la ligne principale au sud de la ville à Grovebury sidings. La ligne fut construite en utilisant du matériel de surplus militaire du War Department Light Railways.  
La ligne fut construite avec un écartement de 600 mm et utilisait principalement du rail de 15 kg. Elle fut mise en service en utilisant la traction à vapeur avec deux  Hudswell Clarke type 030 T. Celles-ci se montrèrent inadéquates pour la ligne au courbes serrées et les locomotives furent revendues en 1921. 
À partir de ce moment, la ligne fut exploitée avec des locotracteurs presque exclusivement des produits de l'entreprise  Motor Rail. Ce fut un des premiers chemins de fer de Grande-Bretagne entièrement exploitées par des véhicules à moteur à combustion interne.
Après la Seconde Guerre Mondiale, le transport de sable retourna à la route. En 1953, un grève sur la ligne principale accéléra les choses. Au milieu des années 1960, seule une carrière de sable, celle d'Arnold, utilisait encore la  voie ferrée. La ligne principale vers Dunstable fut arrêtée en 1965.

### La préservation de la ligne
En 1968, le chemin de fer était exploitée de façon moins intensive et des bénévoles sous le nom de "The Iron Horse Railway Preservation Society" utilisèrent la ligne, les week-ends pour faire circuler les premiers trains de voyageurs. 
Une partie de l'accord entre la société ferroviaire et les bénévoles était que ceux-ci répareraient la voie principale. Cela fut entrepris, le groupe ayant acquis  du matériel roulant dont quatre Diesels Simplex de la St Albans Sand and Gravel company, qui furent démantelés et réassemblés en une seule machine. 
Le dernier train de sable circula sur la voie principale en 1969, bien que plusieurs carrières continuèrent à utiliser les lignes internes à leurs carrières respectives. Celles-ci furent finalement remplacées par des routes et des tapis roulants et la dernière ligne de carrière fut abandonnée en 1981. Aujourd'hui, la ligne est exploitée uniquement de façon touristique et historique.
Une vaste collection de locomotives à vapeur et de locotracteurs circule . Les visiteurs peuvent effectuer un parcours. Il y a une collection de machines à Stonehenge Works à l'extrémité nord de la ligne.
La ligne est jumelée avec le chemin de fer Froissy-Dompierre en France.

## L'itinéraire

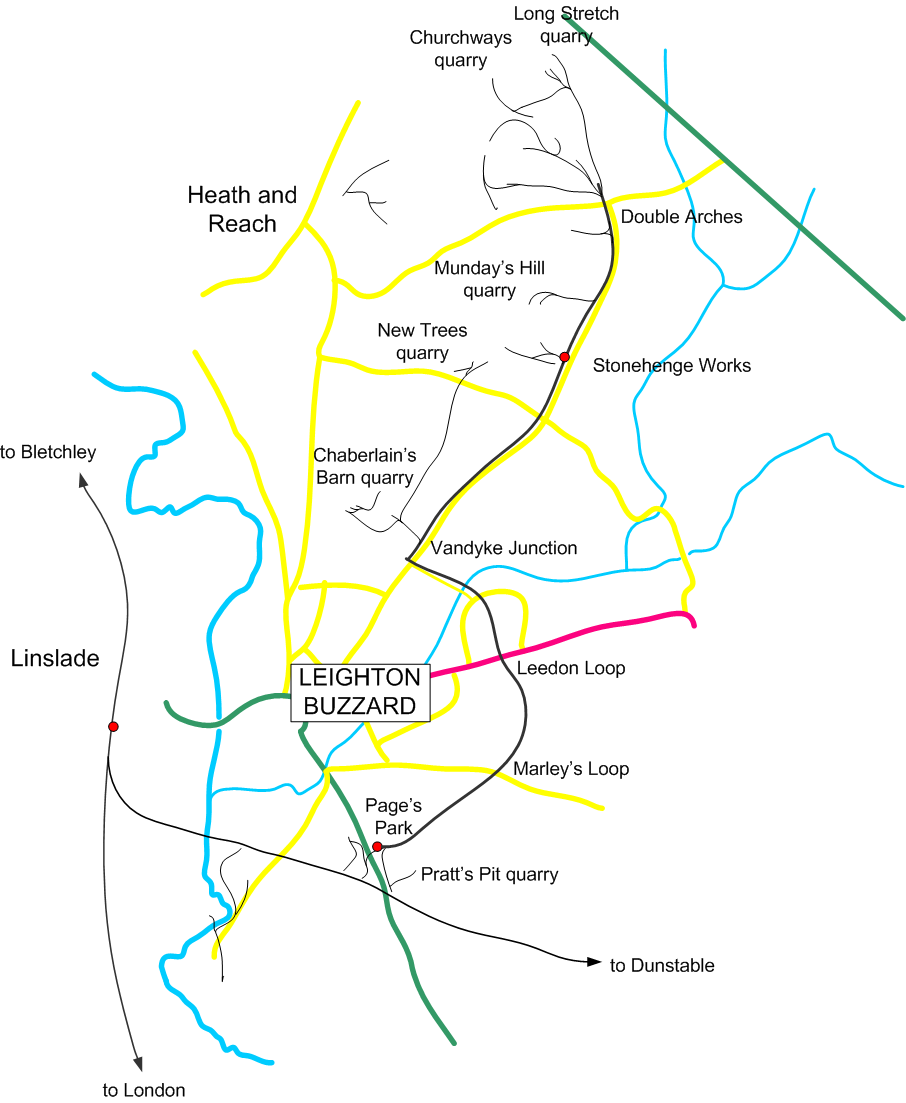
Plan du Leighton Buzzard Light Railway

Le parcours traverse principalement des lotissements modernes construits depuis les années 1970, bien que le dernier kilomètre soit dans la campagne. Il y a des passages à niveau pour lesquels le train s'arrête.
L'origine de la ligne se situait à Grovesbury Sidings, où les trains de sable déchargeaient dans des unités de traitement et le sable était expédié par des trains à voie normale par la branche de Dunstable ou alors par la route. Les installations et l'usine de Grovesbury ont été remplacés par un lotissement industriel au début des années 1970.
Les trains de Grovesbury traversaient par un passage à niveau la route de Billington Road et montaient une pente assez raide vers Page's Park. Là, un embranchement vers le sud rejoignait l'atelier principal de la ligne et vers la carrière de Pratt's Pit. En 2006, la gare de Page's Park devient le terminus sud de la ligne touristique.
Depuis Page's Park, la ligne s'incurve vers le nord en direction du point culminant, Red Barn. De là, elle descend avec une pente de 2 % avant de remonter à nouveau pour croiser Stanbridge Road. Sur la gauche se trouvait le site de l'usine de Marley's Tile Works, à présent un lotissement, qui était connecté  pendant la plus grande partie de son existence. La ligne descend Marley's Bank avec une pente maximale de 4 %. Les trains chargés de sable vers Grovebury Sidings avaient souvent besoin d'un second locotracteur.
Au pied de Marley's Bank, la ligne tourne brusquement vers le nord et se dirige le long de la butte vers Leedon Loop. Elle passe encore au milieu d'habitations. Après Leedon, la ligne traverse Hockliffe Road et passe au-dessus du Clipstone Brook pour commencer à remonter avec une pente à 2 % pour traverser Vandyke Road.
Immédiatement après avoir franchi Vandyke Road la ligne tourne à angle droit vers Vandyke Junction où il y a une boucle de dépassement. Là, la branche de Chamberlain's Barn et des carrières de New Trees rejoignaient la ligne principale. Une courte section de cette branche subsiste, intacte, bien que les trains touristiques ne l'utilisent pas. 
La voie ferrée en ensuite parallèle à Vandyke Road, montant constamment vers Bryan's Loop puis descendant à nouveau pour croiser Shenley Hill Road. Elle revient à plat et continue vers Stonehenge Works à présent le centre technique du train touristique. C'est aussi le terminus nord de la ligne touristique.
De Stonehenge la ligne continue encore à double voie vers le nord sur un kilomètres et demi en double voie, montant vers les carrières de sable de Double Arches, propriété de Joseph Arnold et George Garside.

## Locomotives du Leighton Buzzard Light Railway
Voici une liste des locomotives du chemin de fer touristique. 

### Locomotives à vapeur
| Numéro | Nom       | Constructeur              | Type d'essieu      | Numéro de série | Année de construction | Origine                                                           | Notes | Photo |
| ------ | --------- | ------------------------- | ------------------ | --------------- | --------------------- | ----------------------------------------------------------------- | --- | ----- |
| 1      | Chaloner  | De Winton                 | 020 VBT            | n/a             | 1877                  | Carrière d'ardoise de Penyrorsedd, nord du Pays de Galles         | En service à la carrière de Penybryn jusque 1881 puis à Penyrorsedd jusque 1960. Acquise par Alfred Fisher et transférée au Leighton Buzzard en 1968. Trop petite pour un usage régulier mais sortie lors des fêtes ferroviaires.                                                      |       |
| 2      | Pixie     | Kerr, Stuart & Company    | 020 ST             | 4260            | 1922                  | Carrière de pierre de Wilminstone près de Tavistock en Angleterre | Arrivée au Leighton Buzzard dès 1968. En cours de révision. |       |
| 3      | Rishra    | Baguley cars Ltd.         | 020 T              | 2007            | 1921                  | Hoogly Docking & Engineering Co., Rishra, Inde                    | La seule locomotive survivant de ce type. Acquise par Mike Satow en 1963 et rapatriée au Leighton Buzzard. Entrée en service en 1971. Trop petite pour un usage régulier mais sortie lors des fêtes ferroviaires.                                                                      |       |
| 4      | Doll      | Andrew Barclay            | 030 T              | 1641            | 1919                  | Sydenham Ironstone Quarry, King's Sutton, Oxfordshire             | Transférée en 1926 aux hauts -fourneaux de Bilston Furnaces où elle circula jusqu'en 1960. Achetée par le musée Bressingham Steam Museum en 1966; vendue à Henry Williams en 1969; acquise par le Leighton Buzzard Light Railway en 1972. Une valeur sûre pour les services passagers. |       |
| 5      | Elf       | Orenstein & Koppel        | 030 WT             | 12740           | 1936                  | Likomba Development Company, Cameroun, Afrique                    | Achetée en 1973 après avoir été en service au Cameroun jusqu'en 1971. Fonctionnait au bois avec un pare-étincelles. À présent convertie au charbon. En cours de remise en état. |       |
| 11     | PC Allen  | Orenstein & Koppel        | 020 WT             | 5834            | 1913                  | Solvay Alkali Works, Torrelavega, Espagne                         | Acquise par Sir Peter Allen en 1963, transférée au Leighton Biuzzard en 1970. En service. |       |
|        | Berlin    | Freudenstein              | 020 WT             | 73              | 1901                  | Penlee Quarry railway, Newlyn, Cornouailles                       | Arrivée au LBLR en 1991. En présentation musée à Stonehenge Works. |       |
| 9      | Peter Pan | Kerr, Stuart & Company    | 020 ST             | 4256            | 1922                  | Devon County Council, carrière Willminstone Quarry, Devon         | Locomotive de classe Wren qui a été en service avec Pixie dans le Devon. Acquise en 1972 par Graham Hall qui trouva cette locomotive dans un jardin à Bromsgrove. |       |
| 778    |           | Baldwin Locomotive Works  | 230 PT             | 44656           | 1917                  | War Department Light Railways                                     | Baldwin Class 10-12-D. Entrée en service en août 2007 et utilisée pour les trains de passagers. |       |
| 2023   |           | Krauss-Maffei             | 040 T (Brigadelok) | 7455            | 1918                  | Sucrerie de Maisy puis carrière de Variscourt                     | Propriété de différents particuliers en France depuis 1970, rachetée par le Leighton Buzzard en 2014. En attente de restauration. |       |
|        | Pedemoura | Orenstein & Koppel        | 030 WT             | 10808           | 1924                  | Mines de charbon de la vallée du Douro au Portugal                | Envoyée au Royaume-Uni en 1972. Remise en service en juillet 2016. |       |
| 4      | Sezela    | Avonside Locomotive Works | 020 T              | 1738            | 1915                  | Plantation de canne à sucre Sezela au Natal en Afrique du Sud     | Confiée au Leighton Buzzard. En cours de révision. |       |

### Locotracteurs

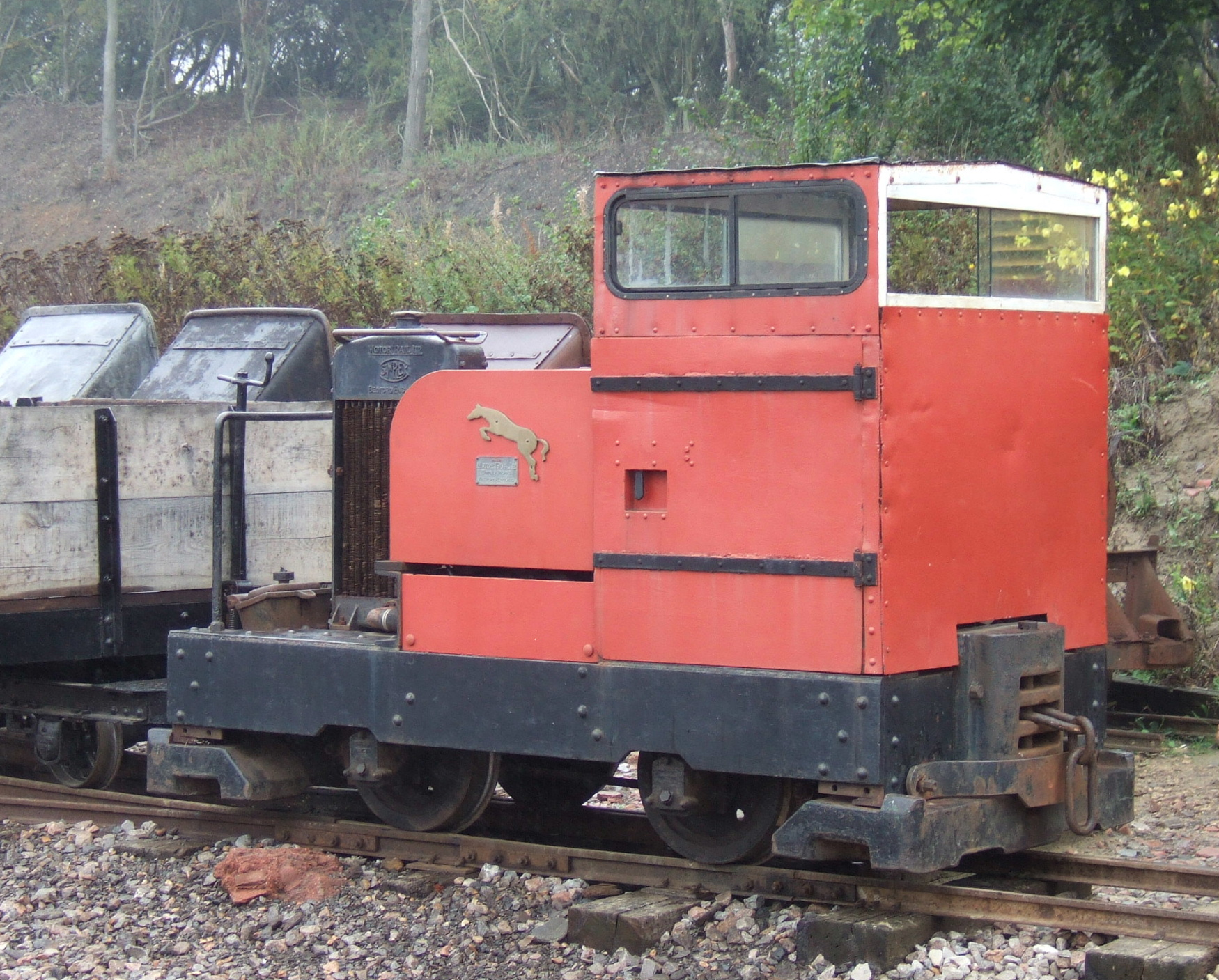
Locotracteur Motor Rail Red Rum à Stonehenge Works

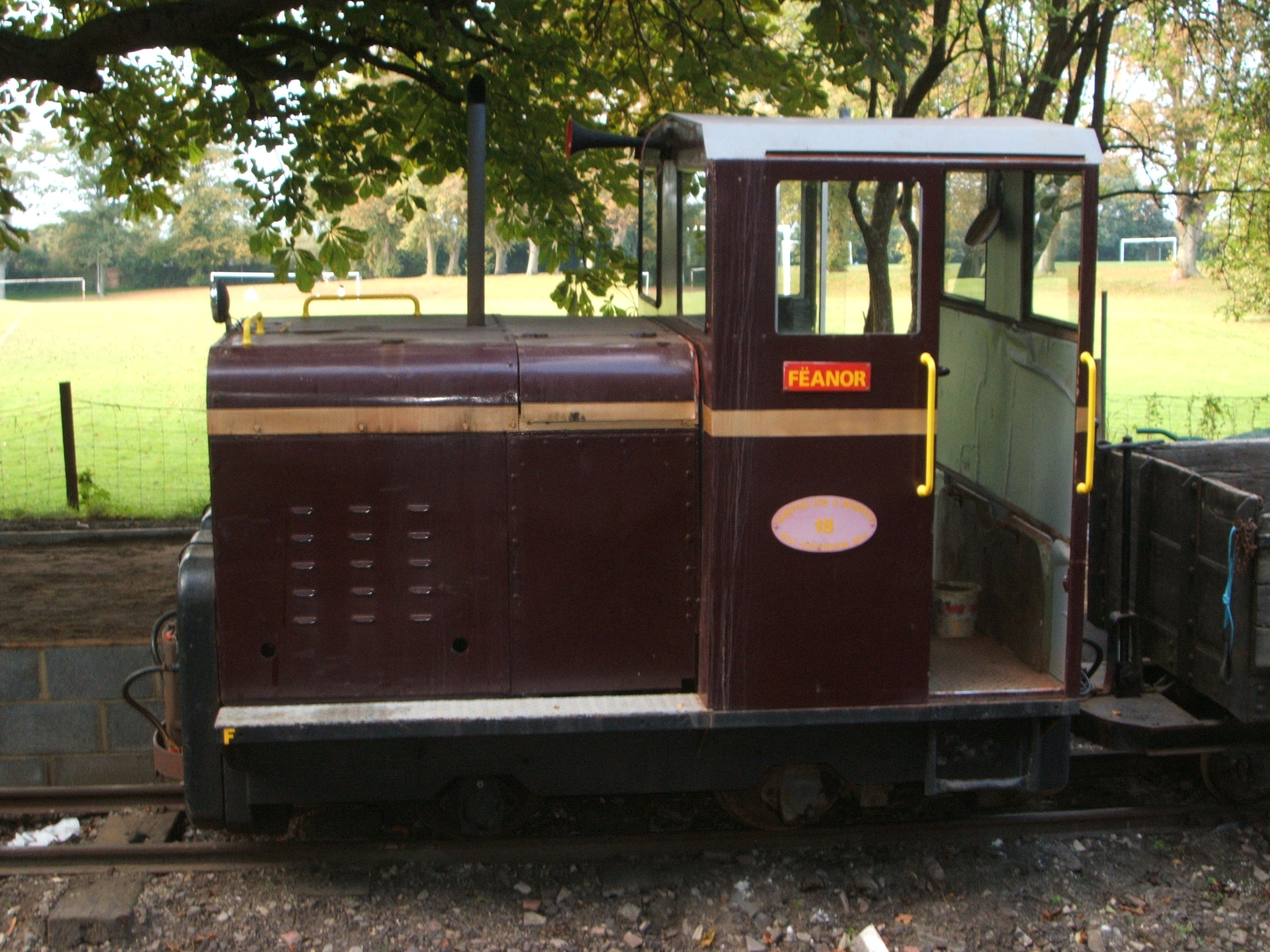
Locotracteur Motor Rail Fëanor à la gare de Page's Park

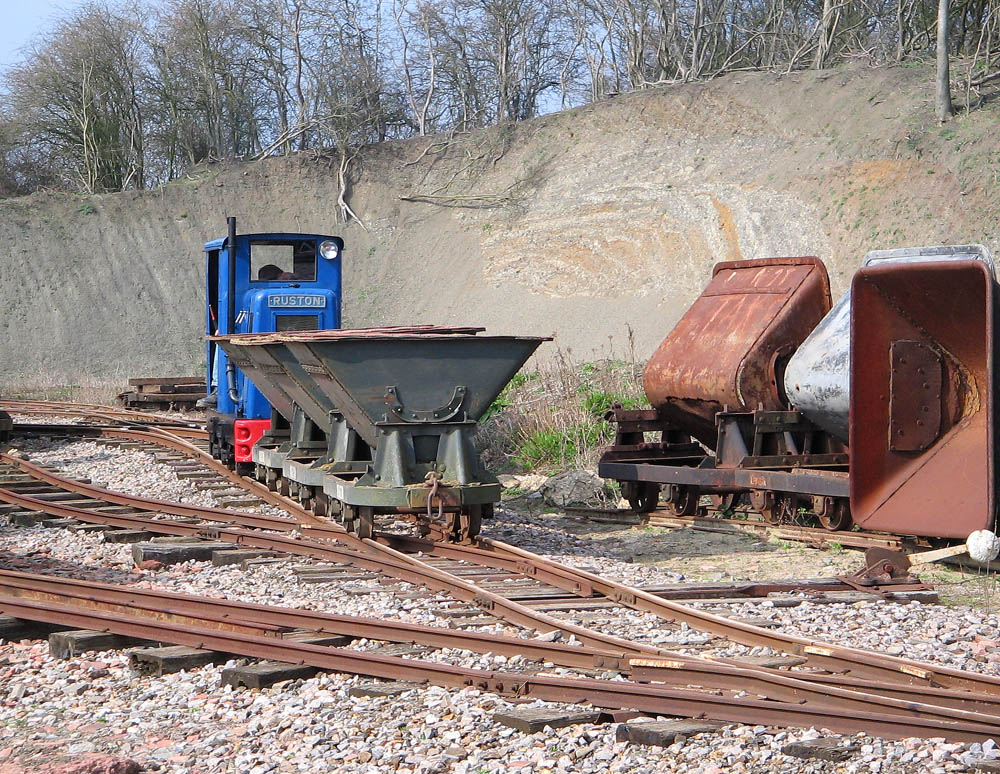
Ruston Hornsby Trent tractant des wagons de sable.

| Numéro | Nom                           | Constructeur       | Type d'essieu | Numéro de série | Année de construction | Origine                                                                | Notes |
| ------ | ----------------------------- | ------------------ | ------------- | --------------- | --------------------- | ---------------------------------------------------------------------- | --- |
| (1)    |                               | Motor Rail         | 4wDM          | 5612            | 1931                  | St Albans Sand and Gravel Co. Ltd. Nazeing, Essex                      | Démantelée vers 1988 |
| (2)    |                               | Motor Rail         | 4wDM          | 5608            | 1931                  | St Albans Sand and Gravel Co. Ltd. Smallford, Hertfordshire            | Convertie en brakevan, vers 1970 |
| (3)    |                               | Motor Rail         | 4wDM          | 5613            | 1931                  | St Albans Sand and Gravel Co. Ltd. Smallford, Hertfordshire            | Convertie en grue, vers 1970 |
| 6      | Caravan                       | Motor Rail         | 4wDM          | 7129            | 1938                  | Redland Flettons Brick Company                                         | Une variante inhabituelle de la classe Motor Rail Simplex class avec la cabine complète. |
| 7      | Falcon (Pam jusque vers 1978) | Orenstein & Koppel | 4wDM          | 8986            | inconnue              | Woodham Brick Co. Ltd., Wotton, Buckinghamshire                        | Seule survivante connue de la classe MD2 en Grande-Bretagne. Sauvée d'un ferrailleur de Newport Pagnell en 1970 par Peter Hodges.                                                           |
| 8      | Gollum                        | Ruston Hornsby     | 4wDM          | 217999          | 1942                  | Featherby's Brickworks, Rochford, Essex                                | |
| 9      | Madge                         | Orenstein & Koppel | 4wDM          | 7600            | 1935                  | Oxstead Grestone Lime Co. Ltd., Oxstead, Surrey                        | Classe RL1C monocylindre |
| 10     | Haydn Taylor                  | Motor Rail         | 4wDM          | 7956            | 1945                  | British Industrial Sand Ltd. Middelton Towers, Norfolk                 | Au départ en prêt par ses propriétaires en 1971. Surnommée "Breadbin" (Huche à pain) en raison de la forme inhabituelle de sa cabine. Reconstruite en 1973 avec une cabine conventionnelle. |
| 12     | Carbon                        | Motor Rail         | 4wPM          | 6012            | 1930                  | Standard Bottle Co., New Southgate, Middlesex                          | Arrivée en 1972 via M.E. Engineering, Cricklewood. |
| 13     | Arkle                         | Motor Rail         | 4wDM          | 7108            | 1937                  | George Garside, Leighton Buzzard, Bedfordshire                         | Locotracteur authentique des carrières de sable de Leighton Buzzard, utilisé jusque 1981 |
| (14    |                               | Hunslet            | 4wDM          | 3646            | 1946                  | Crumbles Gravel Pits, Eastbourne, Sussex                               | Arrivé en 1972 |
| 15     | Tom Bombadil (after 1990)     | F.C. Hibberd       | 4wDM          | 2415            | 1941                  | Butterley & Blaby Brick Companies Ltd., Ripley, Derbyshire             | |
| 16     | Thorin Oakenshield            | Lister             | 4wPM          | 11221           | 1939                  | Gaurdbridge Paper Co. Ltd., Leuchars, Fife                             | |
| 17     | Damredub                      | Motor Rail         | 4wPM          | 7036            | 1936                  | George Garside, Leighton Buzzard, Bedfordshire                         | Locotracteur authentique des carrières de sable de Leighton Buzzard, utilisé jusque 1981 |
| 18     | Feanor                        | Motor Rail         | 4wDM          | 11003           | 1956                  | British Industrial Sands Ltd., Middleton Towers, Norfolk               | |
| 19     |                               | Motor Rail         | 4wDM          | 11298           | 1965                  | British Industrial Sands Ltd., Middleton Towers, Norfolk               | |
| 20     |                               | Motor Rail         | 4wDM          | 60S317          | 1966                  | British Industrial Sands Ltd., Middleton Towers, Norfolk               | |
| 21     | Festoon                       | Motor Rail         | 4wPM          | 4570            | 1929                  | George Garside, Leighton Buzzard, Bedfordshire                         | Locotracteur authentique des carrières de sable de Leighton Buzzard, préservée en 1981 |
| 22     | Fingolfin                     | LBLR               | 4wDM          | 1               | 1989                  |                                                                        | Construit avec des pièces des Ruston Hornsby 425798 et 444207 |
| 23     |                               | Ruston Hornsby     | 4wDM          | 164346          | 1932                  | West Kent Main Sewage Board, Littlebrook, Kent                         | La seconde plus vieille locomotive Ruston Hornsby survivante |
| 24     |                               | Motor Rail         | 4wDM          | 11297           | 1965                  | British Industrial Sands Ltd., Middleton Towers, Norfolk               | |
| (24)   |                               | Motor Rail         | 4wPM          | 4805            | 1934                  | J. Arnold & Sons Ltd., Leighton Buzzard, Bedfordshire                  | Locotracteur authentique des carrières de sable de Leighton Buzzard, démantelé vers 1980 |
| 43     |                               | Motor Rail         | 4wDM          | 10409           | 1954                  | Leighton Buzzard Light Railway Company, Leighton Buzzard, Bedfordshire | Locotracteur authentique de la ligne principale LBLR; acquis en 1972 par John Cohring |

### Locomotives ayant quitté le Leighton Buzzard Light Railway

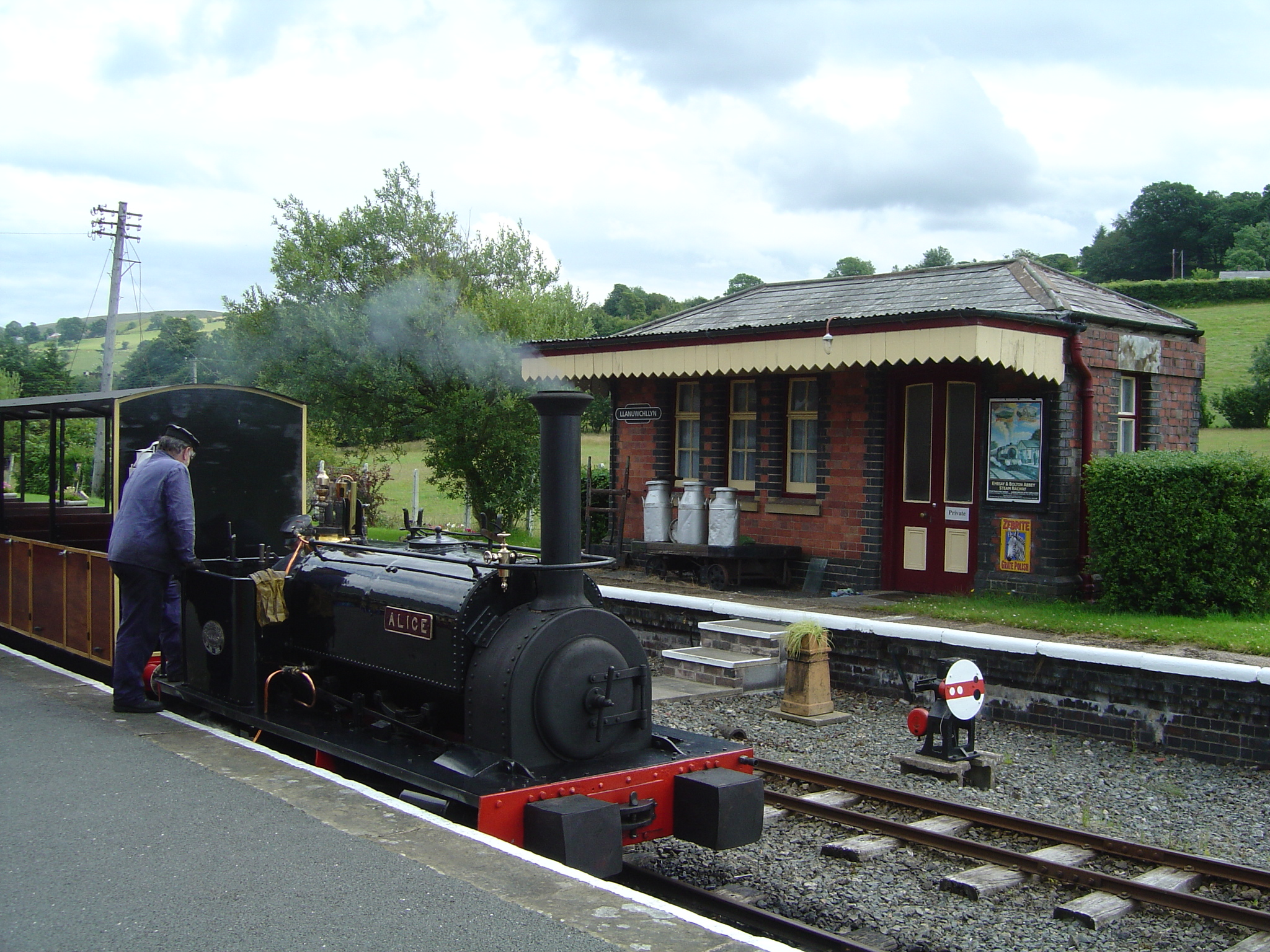
Alice au Bala Lake Railway

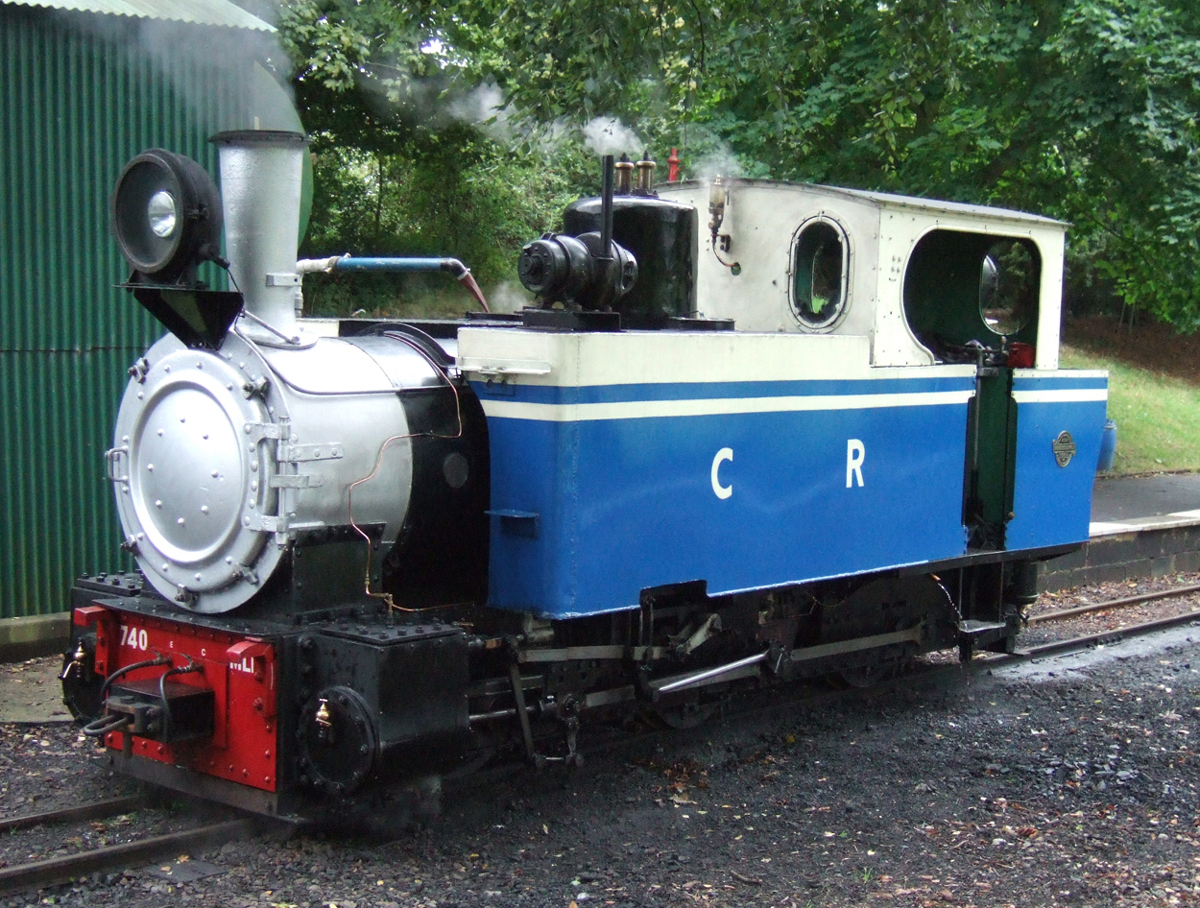
Locomotive no 740 à l'abri à Pages Park

| Numéro | Nom   | Constructeur       | Type d'essieu | Numéro de série | Année de construction | Origine                                  | Notes |
| ------ | ----- | ------------------ | ------------- | --------------- | --------------------- | ---------------------------------------- | --- |
| 2      | Pixie | Kerr Stuart        | 020 ST        | 4260            | 1922                  | Devon County Council, Wilminstone Quarry | Une des 27 machines classe Wren class commandées pour un contrat d'assainissement dans l'Essex, vendues au Devon County Council en 1929. Acquise par la Industrial Locomotive Society en 1957; entrée en service au Leighton Buzzard en 1969. À présent au Devon Railway Centre. |
| 6      | Alice | Hunslet            | 020 ST        | 780             | 1902                  | Carrière d'ardoise Dinorwic              | À présent en circulation sur le Bala Lake Railway |
| 740    |       | Orenstein & Koppel | 030 T         | 2343            | 1907                  | Matheran Light Railway, Maharastra, Inde | Restaurée en état de marche, possède de rares essieux radiaux Klein-Linder. À présent à Statfold Barn Tamworth après son dernier jour de fonctionnement au LBNGR le 5 mai 2008. Elle a circulé pour la première fois sur le Lleighton Buzzard le 7 septembre 2002.               |

### Locomotives ayant visité la ligne

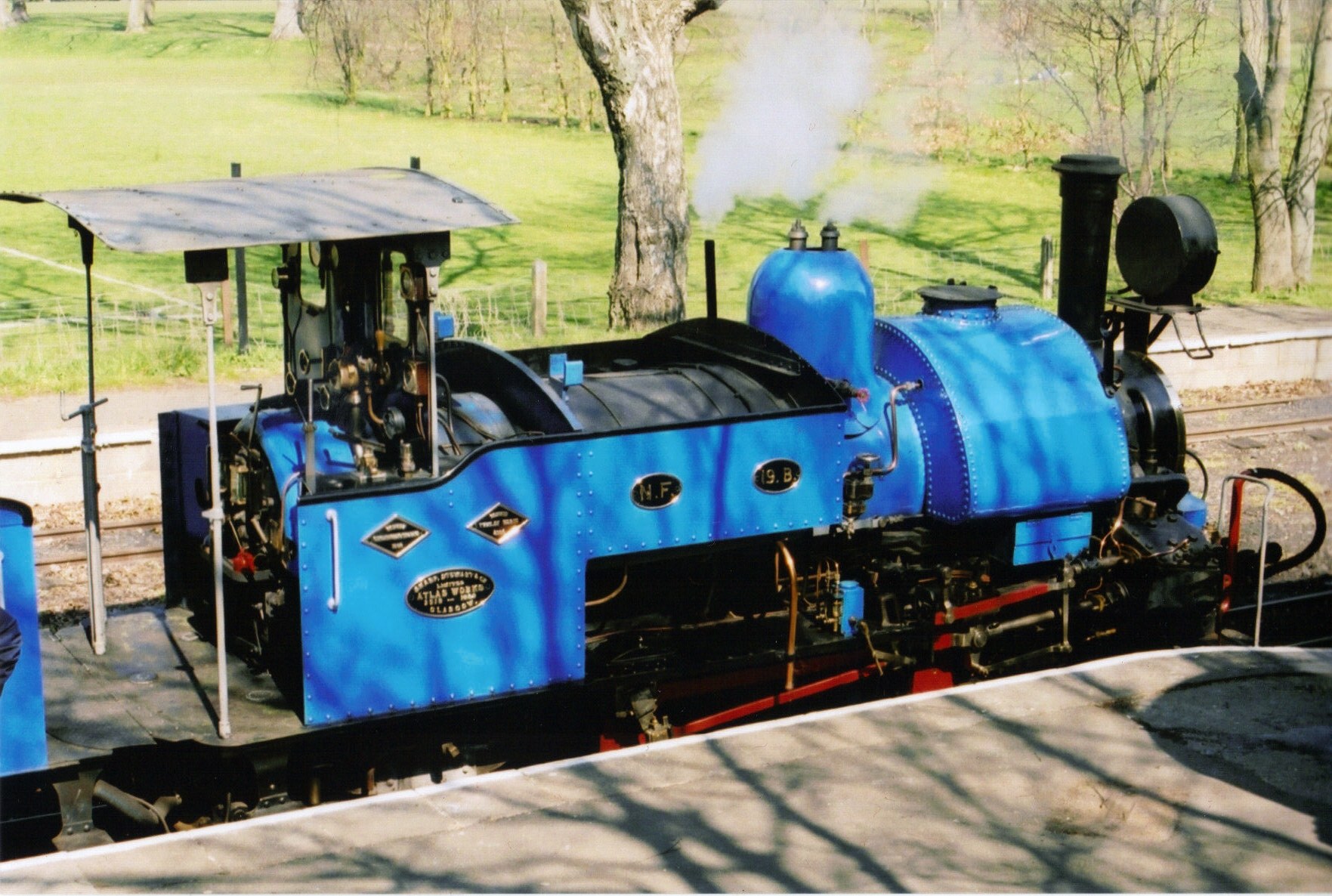
DHR19 à la gare de Leighton Buzzard

| Numéro | Nom         | Constructeur                          | Année de visite | Localisation                               | Notes |
| ------ | ----------- | ------------------------------------- | --------------- | ------------------------------------------ | --- |
| DHR19  |             | Sharp-Stewart                         |                 | Beeches Light railway                      | Numéro d'usine no 3518, construite pour le Darjeeling Himalayan Railway, B Class No. 19 (778 dans le système de numérotation Indien) |
| 22     | Montalban   | Orenstein & Koppel                    |                 | West Lancashire Light Railway              | |
|        | Woto        | WG Bagnall                            |                 | Alan Keef Ltd                              | |
|        | Elidir      | Hunslet                               |                 | Llanberis Lake Railway                     | |
|        | Britomart   | Hunslet                               |                 | Ffestiniog Railway                         | |
|        | Jack        |                                       |                 | West Lancashire Railway                    | |
|        | Irish Mail  | Hunslet                               |                 | West Lancashire Railway                    | |
|        | Barboullier |                                       |                 | Amberley Chalk Pits Museum                 | |
| 1      | Bronhilde   | Berliner Maschinenbau (Schwartzkopff) |                 | Bredgar and Wormshill Light Railway        | Construite en 1927 |
| 2      | Katie       | Arn Jung                              |                 | Bredgar and Wormshill Light Railway        | Construite en 1931 |
| 10     | Naklo       | Fablok (Chrzanow)                     |                 | South Tynedale Railway                     | Construite en 1957 |
|        | Triassic    | Peckett                               |                 | Bala Lake Railway                          | |
|        | Alan George | Hunslet                               |                 | Teifi Valley Railway                       | Numéro d'usine no 606, construite en 1894                                                                                            |
| 4      | Stanhope    | Kerr Stuart                           | 2001            | West Lancashire Light Railway              | Propriété du Moseley Railway Trust, Classe Tattoo 2395 construite en 1917                                                            |
| 939    | Justine     | Arn Jung                              | 1986            | North Gloucestershire Narrow Gauge Railway | |
| 1091   |             | Henschel                              | 2009            | North Gloucestershire Narrow Gauge Railway | [ 2 ] |
| 1652   | Type 17     | Decauville                            | 2009            | Chemin de fer Froissy-Dompierre            | [ 3 ] |